# 度会大国玉比賣神社
度会大国玉比賣神社（わたらいおおくにたまひめじんじゃ）は、伊勢神宮豊受大神宮（外宮）の摂社。旧豊宮崎文庫の西南西の外宮宮域林の山間に鎮座する。

## 概要
三重県伊勢市豊川町の伊勢神宮外宮の宮域林（神宮林）に鎮座するが、境内の参道とは直接つながっておらず、外宮の宮域に沿って進むと参道口が現れる。外宮の摂社としては、草奈伎神社、大間国生神社、度会国御神社に次ぐ第4位に位置する。
祭神は、大国玉命（おおくにたまのみこと）と弥豆佐佐良比賣命（みずささらひめのみこと）の2柱。両神とも鎮座地の度会地方の地主の神である。神武天皇の代に伊勢国造の祖・天日別命（あめのひわけのみこと）が伊勢平定のために訪れ、両神が持っていた弓をかけて橋を作って出迎えたという。なお天日別命の子・彦国見賀岐建与束命は度会国御神社の祭神とされる。
境内は、昼間でも暗いほどの鬱蒼（うっそう）とした大木に囲まれている。社殿は、写真にあるように玉垣に囲まれている。賽銭箱は置かれていない。度会大国玉比賣神社の更に先には、外宮末社の伊我理神社と井中神社が鎮座する。

## 歴史
度会之大国玉姫の社（わたらいのおおくにたまひめのやしろ）と称していたが、現在は『延喜式神名帳』に記載されている名称に従い、度会大国玉比賣神社と表記される。櫻井勝之進は度会大国玉比賣神社に関連して、以下のように記述している。
すなわち、磯部の有力者であった度会氏に豊受大御神の祭祀をゆだねた際に、度会氏が祭っていた氏神も伊勢神宮の中に組み込まれたものと考えられる。櫻井は、度会大国玉比賣神社の社名からも氏神であったことが推察できると述べている。
創建年代は明らかではないが、上述の通り伊勢神宮外宮に組み込まれる以前、すなわち雄略天皇22年以前から存在したと考えられる。中世にはほとんどの摂末社の祭祀が断絶した中で、度会大国玉比賣神社は祭祀が途絶えることも、鎮座地が移動することもなく、現代まで受け継がれてきたと考えられている。
社地からは陶器の残欠が見つかっている。見つかった陶器は、ほとんどが須恵器である。

## 交通
外宮前まで
- JR参宮線・近鉄山田線伊勢市駅南口（JR側）より外宮参道を通って徒歩15分程度。
- 三重交通「伊勢市駅前」バス停より徒歩15分。
- 三重交通「外宮前」バス停より徒歩約10分。
- 伊勢自動車道伊勢西ICより三重県道32号伊勢磯部線（御木本道路）を北へ約5分。付近に駐車場あり、ただし駐車場から徒歩約13分[7]。

外宮前から神社まで
外宮前より宮域に沿って御木本道路を志摩市方面へ進み、旧豊宮崎文庫跡の西南西方向へ道を挟んだ場所に参道口があり、苔むした石段を上ると社殿に到達する。